# Bantam (Islas Cocos)

Bantam (en inglés conocido como: Batam Village) es el mayor asentamiento en las Islas Cocos ([¿Por qué?]Keeling), un territorio externo de Australia en el océano Índico. Se encuentra en la Isla Home y tiene una población de unas 500 personas, principalmente malayos de las islas Cocos.
Se localiza en las coordenadas geográficas: 12.1181°S 96.8958°E
Al estar situado en las latitudes tropicales, Bantam Village experimenta temperaturas cálidas y constantes durante todo el año.